# World Masters Games

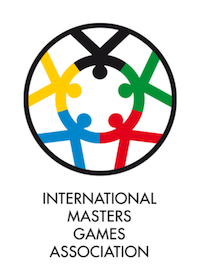
Logo World Masters Games Association

World Masters Games (WMG) jsou setkání a utkání sportovců a dějí se bez rozdílu mezi amatéry a profesionály. Závodí se ve všech známých sportech. Přihlášení je individuální a her se teoreticky může zúčastnit kdokoliv. Podmínky jsou: registrované (klubové členství) v daném sportu a v zemi, za kterou účastník startuje, a zaplacený poplatek za účast. Přirozeně i zde jsou dvě základní kategorie ženy a muži a účast je částečně omezena pouze věkem. Maximální věk omezen není. Obvykle se účastní několik tisíc sportovců (počet účastníků není nijak limitován). Státy na hrách nejsou reprezentovány žádnými delegáty, ale pouze závodníky. Hry se konají pravidelně každé čtyři roky. První WMG se uskutečnily v Kanadě, druhé hry se konaly v Dánsku a zde se na Celosvětových mistrovských hrách zúčastnili i sportovci z bývalého ČSSR.

## Historie
Celosvětové mistrovské hry (anglicky World Masters Games) se datují od roku 1985 a konají se každý čtvrtý rok. Do roku 1998 spadaly WMG pod federaci GAISF a od roku 2000 jsou centrálně organizované pod hlavičkou IMGA ve Švýcarsku. Her se může zúčastnit kdokoliv podle věku a druhu sportu. Sportovci se nemusí na účast kvalifikovat, a proto se WMG staly největší sportovní událostí svého druhu, událost, která několikrát počtem závodníků překonala olympijské hry. Počet disciplín časem narůstal a dnes se sportovci mohou utkat ve všech 53 sportech: atletika, badminton, basketball, bowling, cyklistika, fotbal, golf, plavání, vzpírání, šerm, střelba, squash, tenis a stolní tenis, triatlon a další. V roce 2010 byly přiřazeny také Zimní hry (Winter Games), které se konaly ve slovinském Bledu. Sportovci jsou věkové děleni do různých věkových kategorií, například: 30:39, 50:59 nebo 40:44 a nebo 60+. Maximální věk je neomezen. První WMG se uskutečnily v roce 1985 v Kanadě ve městě Toronto.
Druhé WMG se konaly v roce 1989 v Dánském království na Jutském poloostrově (dánsky Jylland) a z organizačního hlediska se WMG rozdělily do tří menších měst: Aarhus, Aalborg a Herning v trvání od 22. července do 6. srpna. Za Československo se zúčastnilo 97 sportovců, mezi jinými i cyklistická legenda a olympionik z Letních olympijských her v Melbourne 1956 a osminásobný mistr světa Jiří Opavský, ze Švýcarska přijel Petr Bauer, a z Prahy časovkář a dráhař Petr Novák.
Třetí WMG v roce 1993 měly být ve městě Minneapolis ve státě Minnesota v USA. Pro nepředvídatelné okolnosti se Minneapolis her zřeklo a počátkem roku 1992 se začala hledala po světě náhrada. Brisbane hostilo v roce 1991 velice úspěšné Australské Masters Games (6.500 účastníků), a tak se souhlasem státu Queensland poslali zastupitelé města na Dánskou sportovní federaci a Dánský olympijský výbor přání uspořádat WMG v roce 1994. Dánové navrhli uspořádat konferenci všech mezinárodních sportovních federací v Monaku v Monte Carlo, mj. také organizace GAISF a WMGIBG. Dne 9. prosince 1992 všech 45 delegátů bezvýhradně odsouhlasilo město Brisbane k uspořádání WMG v roce 1994. To byl důvod, proč se nedodržela čtyřletá perioda a třetí WMG se konaly až po pěti letech.

## Pořadatelské státy a města[6]
1. 1985 Toronto v Kanadě od 7. srpna do 25. srpna. Závodilo se ve 22 disciplínách a utkalo se 8 305 sportovců.
2. 1989 Aarhus, Aalborg a Herning v Dánsku od 22. července do 6. srpna. Přihlášeni byli sportovci ze 76 států světa. Závodilo se ve 42 sportech a přihlášeno bylo 7 844 sportovců, nakonec na hrách závodilo 5 479 sportovců. Největší zastoupení mělo plavání s 3 810 plavci v různých plaveckých disciplínách. Z Československa se zúčastnilo 97 sportovců.
3. 1994 Brisbane v Austrálii od 27. září do 8. října se ve 30 disciplínách utkalo 24 500 závodníků.
4. 1998 Portland v USA od 9. srpna do 22. srpna. 28 disciplín a 11 400 sportovců.
5. 2002 Melbourne v Austrálii od 5. října do 13. října, 26 sportů a 24 886 sportovců.
6. 2005 Edmonton v Kanadě od 22. července do 31. července, 27 sportů, 21 600 sportovců a 77 účastníků z ČR.
7. 2009 Sydney v Austrálii od 10. října do 18. října ve 28 sportech s rekordní účastí 28 676 sportovců, 83 z ČR.
8. 2013 Torino v Itálii od 2. srpna do 11. srpna ve 26 sportech, a s účastí 19 325 sportovců.
9. 2017 Auckland na Novém Zélandu od 21. dubna do 30. dubna. Her se zúčastnilo 24 905 sportovců.
10. 2025 Taipei (New Taipei City) na Tchaj-wanu

## Zimní hry, Winter Games[7]
1. 2010 Bled ve Slovinsku od 25. ledna do 31. ledna, 6 disciplín za účasti 2 812 sportovců
2. 2015 Québeck v Kanadě od 31. ledna do 8. února, 9 disciplín za účasti 1 500 závodníků
3. 2020 Innsbruck v Rakousku.
4. 2024 Lombardie v Itálii od 12. ledna do 21. ledna.

## Kategorie, disciplíny
- Atletika (kompletní)
- alpské lyžování
- běh na lyžích
- badminton
- basketball
- biatlon
- bowling
- curling
- cyklistika (kompletní)
- floorball
- fotbal
- golf
- házená
- hokej lední
- hokej pozemní
- chůze
- jezdectví
- jachting
- kánoe
- kajak
- krasobruslení
- kriket
- lukostřelba
- motocross
- orientační běh
- plavání distanční
- plavání synchronizované
- plavání s ploutví
- potápění
- rychlobruslení (včetně short track)
- severská kombinace
- šermování
- skialp (skimo)
- skoky na lyžích
- speedway
- squash (skvoš)
- stolní tenis
- střelba
- tanec (sportovní)
- taekwondo (obě)
- tenis
- volejbal
- triatlon
- veslování
- vodní lyže
- vzpírání (včetně silového)

## Věkové kategorie
V různých sportech jsou trochu rozdílné věkové kategorie, jedny jsou v individuálních sportech a jiné ve skupinových sportech, jako je basketball, fotbal, házená atd. Věkové kategorie mohou být dle potřeby organizátorem upraveny, například: pro velký počet startujících v kategorii 30 až 39 je kategorie rozdělena na dvě: od 30 včetně 34 a od 35 včetně 39, 50 včetně 54 atd. V případě velké účasti (jako v Sydney 2009 celkem 28 676 přihlášených) byly u některých disciplín věkové rozdíly ještě zmenšeny. Na některých hrách a u některých disciplín byla povolena účast věkové kategorie 25 až 29. Taekwondo má v obou kategoriích, jak pro muže a ženy, trochu odlišné věkové kategorie.
Standardní věkové kategorie: 25+, 30+, 40+, 50+, 60+, 70+, 80+
Upravené jsou: 30:34, 35:39, 40:44, 45:49, 50:54, 55:59, 60:64, 65:69, 70:74, 75:79, 80:84, 85:89, 90+
Taekwondo bojové (kyorugi) 35+, 41+, cviky (poomsae) 35+, 41+, 51+, 61+,

## 1989 Aarhus cyklistika: dráha a silnice,

### Silnice 120km: hromadný start(podle věku)
| pořadí | jméno             | čas     | status           | stát             | nar. | start č. | další závodní výsledky |  |
| ------ | ----------------- | ------- | ---------------- | ---------------- | ---- | -------- | --- |  |
| 1      | Huisjes Geri Jan  | 2:55:50 | profesionál 1977 | Nizozemsko       | 1951 | 2829     | 1974 reprezentoval Hol. okolo DDR. Vítěz několika etap na Tour de la Somme v rocích1977, 1978 a další.                                                             |  |
| 2      | Cutting H.W. Skip | 2:58:35 | amatér           | USA              | 1946 | 2832     | účast na OH v 1964, 1968, mistr světa v St. Johann1987. |  |
| 3      | Croezen Jan       | 3:01:05 | amatér           | Nizozemsko       | 1947 | 2830     | mistr světa 2024 na 56. MS v St. Johann v kat. 75-80, |  |
| 4      | Verner Blaudzun   | 3:01:20 | amatér a na OH   | Dánsko           | 1946 | 2827     | startoval na OH v rocích 1968 až 1980, bronz v týmové časovce na OH v Montrealu 1976,                                                                              |  |
| 5      | Chlumský Jaroslav | 3:07:20 | amatér           | Švédsko          | 1945 | 2841     | závodil v ČSR na silnici i na dráze, později ve Švédsku. V Dánsku na dráhách v Ordrup a Forum.                                                                     |  |
| 6      | Mortensen Leif    | 3:07:35 | profesionál 1970 | Dánsko           | 1946 | 2936     | amatér stříbro na OH v Mexiku 1968, 1969 první na MS v Brně, profesionální stříbro na MS 1970, třetí v Paříž-Nice, druhý na MS Leicester GB, 6. místo na TdF 1971. |  |
| 7      | Gläser Verner     | 3:09:20 | amatér           | Východní Německo | 1948 | 2843     | |  |
| 8      | Badziag Feliks    | 3:09:25 | amatér           | Východní Německo | 1948 | 2847     | |  |
| 9      | Olsen Ole         | 3:10:20 | amatér           | Dánsko           |      | 2818     | |  |
| 10     | Hansen Svend Erik | 3:10:30 | amatér           | Dánsko           | 1943 | 2830     | |  |

### Silnice 80km: hromadný start(podle věku)
| pořadí | jméno              | čas     | status | stát    | nar. | start č. | další závodní výsledky                                                   |
| ------ | ------------------ | ------- | ------ | ------- | ---- | -------- | ------------------------------------------------------------------------ |
| 1      | Jiří Opavský       | 2:01:10 | amatér | Švédsko | 1931 | 11938    | devítinásobný mistr ČSR, osminásobný vítěz na MS v St. Johann v Rakousku |
| 2      | Merten Francois G. | 2:04:05 | amatér | USA     | 1936 | 22002    |                                                                          |
| 3      | Berthelsen Elmar   | 2:06:10 | amatér | Kanada  | 1937 | 13611    |                                                                          |

### Dráhová cyklistika: kilometr s pevným startem
| pořadí | jméno        | čas | status | stát    | nar. | startovní č. | další závodní výsledky                                                                            |
| ------ | ------------ | --- | ------ | ------- | ---- | ------------ | ------------------------------------------------------------------------------------------------- |
| 1      | Jiří Opavský |     | amatér | Švédsko | 1931 | 11938        | účast na OH v Melbourne, devítinásobný mistr ČSR, osminásobný vítěz na MS v St. Johann v Rakousku |

### Dráhová cyklistika: sprint
| pořadí | jméno        | čas | status | stát    | nar. | startovní č. | další závodní výsledky                                                                                       |
| ------ | ------------ | --- | ------ | ------- | ---- | ------------ | --- |
| 1      | Jiří Opavský |     | amatér | Švédsko | 1931 | 11938        | účast na OH v Melbourne, devítinásobný mistr ČSR, ve Švédsku se stal 44x Mistr na silnici a v časovce (mix.) |